# Roodschildveldmestkever
De roodschildveldmestkever (Aphodius fimetarius) is een keversoort uit de familie bladsprietkevers (Scarabaeidae). De wetenschappelijke naam van de soort werd in 1758 als Scarabaeus fimetarius gepubliceerd door Carl Linnaeus.